# Hans Freese (Schwimmer)
Johann Heinrich „Hans“ Freese (* 17. Februar 1918 in Bremen; † 8. Juli 1941 in Kalisch) war ein deutscher Schwimmer und Olympiateilnehmer.

## Biografie
Freese war Mitglied im Bremischen Schwimmverein von 1889 (BSV) und startete für den Bremischen Schwimmverband.
Freese gewann im Jahr 1936 den Titel des deutschen Meisters über 400 Meter Freistil.
1936 nahm er an den Olympischen Spielen in Berlin teil, konnte sich aber weder über 400 noch über 1500 Meter Freistil für das Finale qualifizieren.
Seinen größten Erfolge feierte er 1938 bei den Europameisterschaften in London, wo er zusammen mit Wolfgang Heimlich, Werner Plath und Werner Birr den Titel über 4 × 200 Meter Freistil holte. Mit der Siegeszeit von 9:17,6 Minuten hatte das Team genau fünf Sekunden Vorsprung vor den zweitplatzierten Franzosen. Im März 1938 schwamm Freese mit der Vereinsstaffel vom BSV zusammen mit Eduard Askamp, Hermann Heibel und Helmut Fischer im Bremer Hanse-Bad die damalige Weltrekordzeit von 4:03,6 Minuten.
Freese fiel 1941 im Zweiten Weltkrieg an der Ostfront im Rang eines Feldwebels.